# ازوالد فرایسلر
ازوالد فرایسلر (به آلمانی: Oswald Freisler) (زاده ۲۹ دسامبر ۱۸۹۵ در هاملن - درگذشته ۴ مارس ۱۹۳۹ در برلین) یک وکیل در آلمان نازی و برادر رئیس دادگاه خلق آلمان نازی، رولاند فرایسلر بود.

## زندگی‌نامه
وی دانش‌آموخته حقوق بود.در فوریه ۱۹۲۴ به همراه برادرش رولاند فرایسلر یک اداره حقوقی در شهر کاسل باز کرد.در سال ۱۹۲۷ به حزب نازی پیوست و در ۱۹۳۶ ریاست یک اداره حقوقی متعلق به یک وکیل یهودی که از آلمان گریخته بود را برعهده گرفت.
فرایسلر گرچه خود یک نازی بود، اما در دادگاه‌های سیاسی نمایشی برگزارشده در آلمان نازی همواره نقش وکیل متهم را بازی می‌کرد.وی حتی نشان حزب را همواره با خود داشت که همین موضوع موجب سردرگمی برخی قاضیان می‌شد.وی در سال ۱۹۳۷ وکالت سه تن از اعضای مقاومت آلمان را برعهده گرفت و حتی موفق شد یکی از آنان را از اتهاماتش تبرئه کند که این امر موجب ناخشنودی حزب شد.در نتیجه یوزف گوبلز از آدولف هیتلر درخواست کرد که فرایسلر را از حزب اخراج کنند.در ۳۰ آوریل ۱۹۳۷ گوبلز با رضایت نوشت:"فرایسلر توسط پیشوا از حزب اخراج شد."
وی در نهایت در ۴ مارس ۱۹۳۹ به طرز مشکوکی در برلین خودکشی کرد.سه روایت مختلف از او مرگ او وجود دارد:روایت اول این است که او خود را از پنجره اداره‌اش به بیرون پرتاب کرده است.روایت دوم می‌گوید که او از پنجره زندان خود را به بیرون پرتاب کرده و روایت سوم که بیان می‌کند که وی با تزریق بیش از حد انسولین به خودش خودکشی کرده است.